# Latoszka
Latoszka (inne nazwy: Kanał Latoszki, Rów Latoszki) – rów wodny na terenie Warszawy, w dzielnicy Wilanów.

## Położenie i charakterystyka
Rów znajduje się na terenie stołecznej dzielnicy Wilanów, na obszarze MSI Powsin. Łączy Jezioro pod Morgami z Wilanówką. Leży częściowo w zlewni Rowu Powsinkowego, a częściowo w zlewni bezpośredniej Wilanówki, dla której jest jednym z dwóch głównych dopływów, obok Kanału Sobieskiego. Przecina ulice Ruczaj, Marii Eleonory, Poranek, a także Rosy, w okolicach której znajduje się ujście.
Długość rowu wynosi 2,04 km i zaliczany jest on do urządzeń melioracji podstawowych Warszawy. Inne źródło podaje, że długość to 2,056 km. Szerokość dna kanału wynosi 0,8 m, a głębokość 1,5 m.
Rów przepływa przez tereny rolnicze, jego północny fragment biegnie dawnym korytem rzecznym Wisły.

## Przyroda
Okolice początku i końca cieku znajdują się na terenie Warszawskiego Obszaru Chronionego Krajobrazu, utworzonego rozporządzeniem Wojewody Warszawskiego z dnia 29 sierpnia 1997 r. w sprawie utworzenia obszaru chronionego krajobrazu na terenie województwa warszawskiego.